# Котош

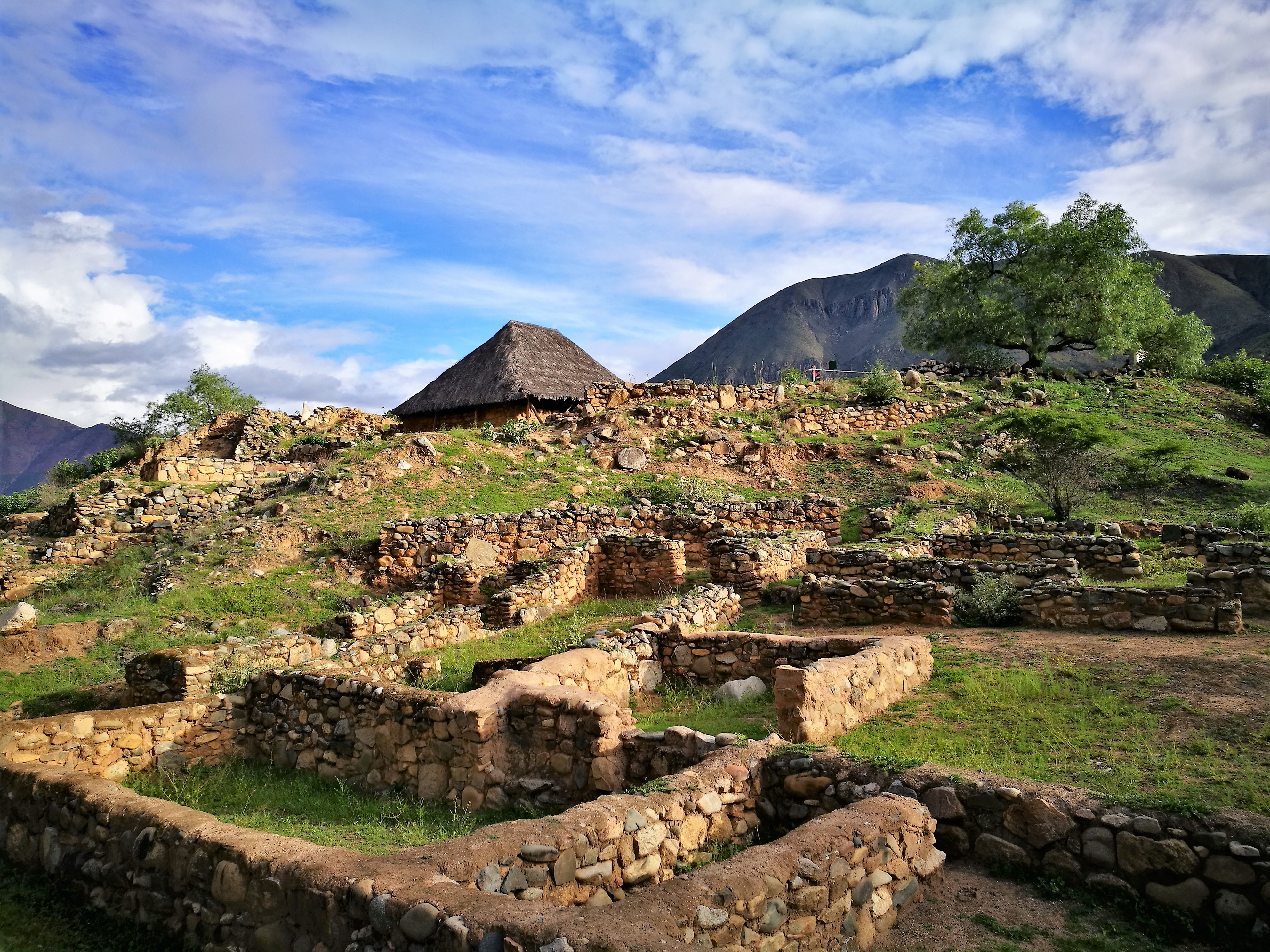
Археологический памятник Котош

Котош, кечуа Kotosh — название археологического памятника близ современного г. Уануко, а в более широком смысле — археологической традиции, типовым памятником которой является Котош.
Котошская традиция существовала в Перу в 2300—1200 гг. до н. э., то есть в поздний архаический период. Котошцы культивировали растения, интенсивно использовали морские ресурсы, сооружали постоянные поселения и многокомнатные церемониальные сооружения. Характерными для котошского храма являются изображения скрещенных рук. В Котоше также обнаружены и более поздние слои, относящиеся к чавинской культуре.
В 2013 г. в рамках серии Богатство и Гордость Перу была выпущена монета посвященная Котошскому храму, номиналом 1 соль.

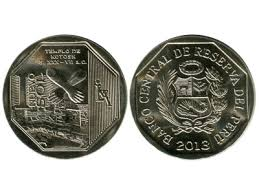
Перу 1 соль Котошский храм 2013